# Copa del Rei de futbol 2024-25
La Copa del Rei de futbol 2024-25 (anomenada Copa del Rei MAPFRE per motius de patrocini) fou la 121a edició de la principal competició nacional de futbol per eliminatòries d'Espanya, que va començar el 9 d'octubre de 2024 i finalitzà el 26 d'abril de 2025, data en què se celebrà la final a l'Estadi de La Cartuja de Sevilla, seu de l'esdeveniment entre 2020 i 2025. El torneig fou organitzat per la Real Federació Espanyola de Futbol i hi participaren un total de 125 equips, tots ells de l'estat espanyol a excepció del Futbol Club Andorra, club excepcionalment associat a la Real Federació Espanyola de Futbol des de 1948. Dels equips participants, 101 procedien de les cinc divisions de caràcter estatal, 20 accedien des de les principals divisions d'àmbit regional i, els quatre restants, en qualitat de semifinalistes de la Copa Federació 2024.
L'Athletic Club era el defensor del títol després d'haver conquerit el seu 24è títol en la temporada anterior però va ser eliminat pel CA Osasuna a vuitens de final. Els dos equips finalistes es classificaven per jugar les semifinals de la Supercopa d'Espanya 2026 conjuntament amb el campió i el subcampió de la Primera Divisió 2024-25.
La final es va celebrar a La Cartuja de Sevilla entre el FC Barcelona i el Reial Madrid el 26 d'abril de 2025. El Barça en va sortir victoriós amb un marcador de 3-2 a la pròrroga, guanyant així la Copa del Rei per 32a vegada, rècord de la competició.

## Format i distribució
El campionat es divideix en una ronda preliminar, sis rondes classificatòries i una final a seu neutral. Totes les rondes classificatòries, a excepció de les semifinals, es juguen a partit únic. Els partits es juguen al camp de l'equip de menor categoria o al camp de l'equip la bola del qual al sorteig s'hagi extret primer, en el cas que ambdós equips procedeixin de la mateixa categoria. A semifinals, aquesta premissa s'aplica al partit d'anada, jugant-se el partit de tornada al camp de l'equip contrari. No tots els equips ingressen a la competició a la mateixa ronda, i es distribueix l'accés dels clubs de la manera següent:
|                                   | Equips que entren en aquesta fase | Equips que provenen de la fase anterior    |
| --------------------------------- | --- | ------------------------------------------ |
| Ronda preliminar (20 equips)      | - 20 equips de las primeres divisions regionals |                                            |
| Primera eliminatòria (110 equips) | - 16 equips de la Primera Divisió 2024-25 - 21 equips de la Segona Divisió 2024-25 - 16 equips de la Primera Federació 2024-25 - 35 equips de la Segona Federació 2024-25 - 8 equips de la Tercera Federació 2024-25 - 4 equips semifinalistes de la Copa Federació 2024 | - 10 guanyadors de la ronda preliminar     |
| Segona eliminatòria (56 equips)   | - 1 equip guanyador de la Primera Federació 2023-24 | - 55 guanyadors de la primera eliminatòria |
| Setzens de final (32 equips)      | - 4 equips participants a la Supercopa d'Espanya 2025 | - 28 guanyadors de la segona eliminatòria  |

## Participants
Segons indica la RFEF, encara que l'accés dels equips al torneig es dóna per la seva classificació a la temporada prèvia, per al sorteig de les diferents rondes els clubs s'organitzen en categories en funció de les divisions a què pertanyen la temporada en curs. A la taula següent es mostra la llista de participants segons la ronda d'accés:
| Setzens de final                | Setzens de final                  | Setzens de final                 | Setzens de final                   |
| ------------------------------- | --------------------------------- | -------------------------------- | ---------------------------------- |
| Athletic Club (CC)              | RCD Mallorca (2C)                 | Reial Madrid CF (CL)             | FC Barcelona (2L)                  |
| Segona eliminatòria             |                                   |                                  |                                    |
| RC Deportivo de La Coruña (C1F) |                                   |                                  |                                    |
| Primera eliminatòria            |                                   |                                  |                                    |
| Atlètic de Madrid (1D)          | FC Cartagena (2D)                 | Unionistas de Salamanca CF (1F)  | SD Ejea (2F)                       |
| CA Osasuna (1D)                 | Granada CF (2D)                   | Yeclano Deportivo (1F)           | Salamanca CF UDS (2F)              |
| CD Leganés (1D)                 | Llevant UE (2D)                   | Zamora CF (1F)                   | UB Conquense (2F)                  |
| Deportivo Alavés (1D)           | Málaga CF (2D)                    | Águilas FC (2F)                  | UD Barbastro (2F)                  |
| Getafe CF (1D)                  | Racing Club de Ferrol (2D)        | Bergantiños FC (2F)              | UD Llanera (2F)                    |
| Girona FC (1D)                  | Racing de Santander (2D)          | CD Alfaro (2F)                   | UD Logroñés (2F)                   |
| RC Celta de Vigo (1D)           | Reial Oviedo (2D)                 | CD Atlético Paso (2F)            | UD San Sebastián de los Reyes (2F) |
| RCD Espanyol (1D)               | Real Sporting de Gijón (2D)       | CD Coria (2F)                    | UE Olot (2F)                       |
| Rayo Vallecano (1D)             | Reial Saragossa (2D)              | CD Don Benito (2F)               | UE Sant Andreu (2F)                |
| Real Betis Balompié (1D)        | SD Eibar (2D)                     | CD Estepona (2F)                 | U. M. Escobedo (2F)                |
| Real Sociedad (1D)              | SD Huesca (2D)                    | CD Guijuelo (2F)                 | UP Langreo (2F)                    |
| Real Valladolid CF (1D)         | UD Almería (2D)                   | CD Ibiza Islas Pitusas (2F)      | Utebo FC (2F)                      |
| Sevilla FC (1D)                 | AD Alcorcón (1F)                  | CD Laredo (2F)                   | Xerez CD (2F)                      |
| UD Las Palmas (1D)              | AD Ceuta FC (1F)                  | CD Móstoles URJC(2F)             | CD Ciudad de Lucena (3F)           |
| Valencia CF (1D)                | Barakaldo CF (1F)                 | CD Numancia (2F)                 | CD Cortes (3F)                     |
| Vila-real CF (1D)               | Cultural y Deportiva Leonesa (1F) | CD Tudelano (2F)                 | CD Cuarte (3F)                     |
| Albacete Balompié (2D)          | FC Andorra (1F)                   | C. Deportiva Minera (2F)         | CE L'Hospitalet (3F)               |
| Burgos CF (2D)                  | Gimnàstic de Tarragona (1F)       | CE Europa (2F)                   | FC Jove Español (3F)               |
| CE Castelló (2D)                | Gimnástica Segoviana (1F)         | CF Badalona Futur (2F)           | Real Jaén CF (3F)                  |
| CE Eldenc (2D)                  | Hércules CF (1F)                  | CP Cacereño (2F)                 | SD Beasáin (3F)                    |
| CD Mirandés (2D)                | Marbella FC (1F)                  | Juventud de Torremolinos CF (2F) | UD Lanzarote (3F)                  |
| CD Tenerife (2D)                | Ourense CF (1F)                   | Lleida CF (2F)                   | CD Extremadura (CF)                |
| Cadis CF (2D)                   | SD Amorebieta (1F)                | Oriola CF (2F)                   | Las Rozas CF (CF)                  |
| Córdoba CF (2D)                 | S. D. Ponferradina (1F)           | Pontevedra CF (2F)               | SD Compostela (CF)                 |
| Elx CF (2D)                     | UE Eivissa (1F)                   | Real Ávila CF (2F)               | UE Poblera (CF)                    |
| Ronda preliminar                |                                   |                                  |                                    |
| Astur CF (DR)                   | CD Promesas E. D. F. (DR)         | Chiclana CF (DR)                 | San Tirso SD (DR)                  |
| CD Aurrerá de Vitoria (DR)      | CD Sonseca (DR)                   | EF Dolorense (DR)                | Selaya FC (DR)                     |
| CD Baztán (DR)                  | CD Villamuriel (DR)               | Manises CF (DR)                  | UD Playas de Sotavento (DR)        |
| CD Ceuta 6 de Junio (DR)        | CF Sporting de Mahón (DR)         | Melilla CD (DR)                  | UD San Pedro (DR)                  |
| CD Gévora (DR)                  | CP Parla Escuela (DR)             | Ontiñena CF (DR)                 | UE Vic (DR)                        |

Llegenda
| CC: Campió de Copa 2C: Subcampió de Copa. CL: Campió de Liga. 2L: Subcampió de Lliga. C1F: Campió Primera Federació. 1D: primera divisió. | 2D: Segona Divisió. 1F: Primera Federació. 2F: Segona Federació. 3F: Tercera Federació. CF: Copa Federació. DR: Divisió Regional. |

## Ronda preliminar
Van participar en aquesta ronda, aparellats sota criteris de proximitat geogràfica, els 20 equips procedents de les divisions regionals de futbol d'Espanya, cadascun d'ells classificat des d'una de les dinou federacions territorials més un representant addicional per Andalusia. Es van jugar un total de 10 eliminatòries. Els guanyadors es van classificar per a la primera ronda eliminatòria. El sorteig es va fer el 16 de setembre de 2024.
| Grup 1                                                                            | Grup 2                                           | Grup 3                                                                          | Grup 4                                                      |
| --------------------------------------------------------------------------------- | ------------------------------------------------ | ------------------------------------------------------------------------------- | ----------------------------------------------------------- |
| - Astur CF - Aurrerá de Vitoria - Promesas EDF - San Tirso - Selaya - Villamuriel | - CD Baztán - Ontiñena - Sporting de Mahón - Vic | - Ceuta 6 de Junio - Chiclana - Dolorense - Manises - Melilla CD - UD San Pedro | - Gévora - Playas de Sotavento - CP Parla Escuela - Sonseca |

### Partits
| 9 octubre 2024                            | San Tirso (6)                             | 1–1             | Selaya (6)                           | Abegondo                                                |                                      |
| 17:30                                     | - Gómez 42'                               | Informe         | - Tejero 6'                          | O Monte · 1,000 espectadors · Mhand Agoultim Boumater · |                                      |
|                                           |                                           | Tanda de penals |                                      |                                                         |                                      |
| * Segade - Denis - Meijide - Antón - Ares | * Segade - Denis - Meijide - Antón - Ares | 5–3             | * Jiménez - Verdú - Ortíz - Revuelta | * Jiménez - Verdú - Ortíz - Revuelta                    | * Jiménez - Verdú - Ortíz - Revuelta |

| 9 octubre 2024 | Sonseca (6) | 0–1     | CP Parla Escuela (6) | Sonseca                                                 |  |
| 18:30          |             | Informe | - Greciano 99'       | Martín Juanes · 1,300 espectadors · Víctor Laín Pérez · |  |

| 9 octubre 2024 | Astur CF (6)      | 2–0     | Promesas EDF (6) | Oviedo                                                       |  |
| 19:00          | Iglesias 50', 83' | Informe |                  | Hermanos Llana · 500 espectadors · Ricardo Álvarez Estrada · |  |

| 9 octubre 2024 | CD Baztán (6) | 1–1             | Ontiñena (6) | Elizondo                                                        |  |
| 19:00          | - Goñi 36'    | Informe         | - Roses 10'  | Giltxaurdi · 1,000 espectadors · Julen Fermín Escalero Alzaga · |  |
|                |               | Tanda de penals |              |                                                                 |  |
|                |               | 2–4             |              |                                                                 |  |

| 9 octubre 2024 | UD San Pedro (6)                                                  | 4–2     | Ceuta 6 de Junio (6)          | San Pedro de Alcántara                                        |  |
| 19:00          | Francisco 23' · Carmona 26' · Basiliio 90+2' (o.g.) · Oliva 90+8' | Informe | Hamad Bujiar 35' · Laarbi 68' | Antonio Naranjo · 4,500 espectadors · Pavlo Ivaskiv Oliynyk · |  |

| 9 octubre 2024 | Villamuriel (6) | 1–0     | Aurrerá de Vitoria (6) | Villamuriel de Cerrato                                               |  |
| 19:30          | - Chemby 70'    | Informe |                        | Rafael Vázquez Sedano · 1,750 espectadors · Adrián Pinilla Serrano · |  |

| 9 octubre 2024 | Dolorense (8) | 1–3     | Manises (6)                            | Cartagena                                                      |  |
| 20:00          | Karachi 61'   | Informe | Trilles 41' · Cantero 55' · Cahmpi 80' | San Juan Bosco · 600 espectadors · Miguel Díaz-Portales Ruiz · |  |

| 9 octubre 2024 | Vic (6)                                                      | 4–0     | Sporting de Mahón (6) | Vic                                                                  |  |
| 20:30          | Riera Camps 2' · Bertrana 34' · Bellido Pujol 64' · Prat 85' | Informe |                       | Estadi Hipòlit Planàs · 1,700 espectadors · Mihaita Marius Haghiac · |  |

| 9 octubre 2024 | Gévora (6)        | 1–1             | Playas de Sotavento (6) | Gévora                                                    |  |
| 20:30          | Adri Gonzalez 86' | Informe         | Sosa 10'                | Municipal · 1,500 espectadors · Alfredo Vázquez Hidalgo · |  |
|                |                   | Tanda de penals |                         |                                                           |  |
|                |                   | 4–2             |                         |                                                           |  |

| 9 octubre 2024 | Chiclana (6)                                         | 4–0     | Melilla CD (6) | Chiclana                                                    |  |
| 21:00          | Caballero 33' · Dani 37' · Juanito 52' · Pascual 83' | Informe |                | Estadio Municipal · 3,000 espectadors · Carlos Agraz Díaz · |  |

## Primera ronda
La primera ronda la van jugar 110 dels 115 equips classificats, amb les excepcions dels quatre participants de la Supercopa d'Espanya 2025 i els campions de la Primera RFEF. Els deu guanyadors de la ronda preliminar anterior es van emparellar amb deu equips de la Lliga. Els quatre semifinalistes de la Copa Federació es van sortejar amb els altres quatre equips de la Lliga, i els dos últims equips de la Lliga es van sortejar amb dos equips de la Tercera RFEF. Sis equips de la Tercera RFEF es van emparellar amb sis equips de la Segona Divisió. Quinze equips de la Segona RFEF es van emparellar amb quinze equips de la Segona Divisió. Després, setze equips de la Segona RFEF es van emparellar amb setze equips de la Primera RFEF. Finalment, quatre equips de la Segona RFEF es van emparellar entre ells.
Es van jugar un total de 55 partits entre el 29 d'octubre i el 26 de novembre de 2024.

### Sorteig
El sorteig de la primera ronda es va celebrar el 10 d'octubre de 2024. Els equips es van dividir en set pots.
| Pot 1 16 equips de La Liga | Pot 2 21 equips de Segona Divisió | Pot 3 16 equips de Primera Federació | Pot 4 35 equips de Segona Federació | Pot 5 8 equips de Tercera Federació                                                                           | Pot 6 4 equips classificats a través de la Copa Federació | Pot 7 10 guanyadors de la ronda preliminar                                                                            |
| - Alavés - Atlètic de Madrid - Celta de Vigo - RCD Espanyol - Getafe CF - Girona FC - UD Las Palmas - CD Leganés - CA Osasuna - Rayo Vallecano - Reial Betis - Reial Societat - Sevilla FC - València CF - Reial Valladolid - Vila-real CF | - Albacete Balompié - UD Almería - Burgos CF - Cadis CF - FC Cartagena - CE Castelló - Córdoba CF - SD Eibar - Elx CF - CE Eldenc - Granada CF - SD Huesca - Llevant UE - Màlaga CF - CD Mirandés - Reial Oviedo - Racing de Ferrol - Racing de Santander - Sporting de Gijón - CD Tenerife - Reial Saragossa | - AD Alcorcón - SD Amorebieta - FC Andorra - Barakaldo CF - AD Ceuta - Cultural Leonesa - Gimnàstic - Gimnástica Segoviana - Hèrcules CF - UE Eivissa - Marbella FC - Ourense CF - SD Ponferradina - Unionistas - Yeclano - Zamora CF | - Águilas FC - Alfaro - Atlético Paso - Ávila - Badalona Futur - UD Barbastro - Bergantiños - CP Cacereño - UB Conquense - CD Coria - CD Don Benito - SD Ejea - Escobedo - CD Estepona FS - CE Europa - CD Guijuelo - Ibiza Islas Pitiusas - Juventud Torremolinos - UP Langreo - CD Laredo - UD Llanera - Lleida - UD Logroñés - Minera - Móstoles URJC - CD Numancia - UE Olot - Oriola CF - Pontevedra CF - SS Reyes - UE Sant Andreu - Salamanca - CD Tudelano - Utebo FC - Xerez CD | - SD Beasain - Ciudad de Lucena - Cortes - CD Cuarte - Real Jaén - Jove Español - L'Hospitalet - UD Lanzarote | - SD Compostela - Extremadura - Las Rozas - Poblense      | - Astur CF - Chiclana - Gévora - Manises - CP Parla Escuela - Ontiñena - UD San Pedro - San Tirso - Vic - Villamuriel |

### Partits
| 29 octubre 2024 | Villamuriel (6) | 0–5     | Rayo Vallecano (1)                                                 | Palència                                                             |  |
| 19:00           |                 | Informe | - De Tomás 43' (pen.), 48' - Trejo 45' - Guardiola 68' - Eto'o 88' | Nueva Balastera · 8,000 espectadors · Ricardo de Burgos Bengoetxea · |  |

| 29 octubre 2024 | SD Compostela (4) | 0–1     | Alavés (1)       | Santiago de Compostel·la                                 |  |
| 19:00           |                   | Informe | Vidal 12' (o.g.) | San Lázaro · 7,400 espectadors · Mateo Busquets Ferrer · |  |

| 29 octubre 2024 | UD Lanzarote (5)        | 3–4     | Racing de Santander (2)                                  | Tías                                                       |  |
| 20:00 WET       | - Fuentes 42', 78', 81' | Informe | - Karrikaburu 32' - Ekain 39' - Arévalo 74' - Camara 76' | Pancho Bermúdez · 800 espectadors · Rubén Ávalos Barrera · |  |

| 29 octubre 2024 | CD Guijuelo (4) | 1–2     | Ourense CF (3) | Guijuelo                                                     |  |
| 20:00           |                 | Informe |                | Estadio Municipal · 250 espectadors · Rubén Ruipérez Marín · |  |

| 29 octubre 2024 | Astur CF (6) | 1–4     | Reial Valladolid (1) | Oviedo                                                      |  |
| 21:00           |              | Informe |                      | Hermanos Llana · 1,500 espectadors · Alejandro Muñíz Ruiz · |  |

| 29 octubre 2024 | Poblense (5) | 1–6     | Vila-real CF (1)                                              | Sa Pobla                                                  |  |
| 21:00           | - Pons 67'   | Informe | - Terrats 10' - Pérez 27', 35', 44' - Cabanes 38' - Gueye 57' | Nou Camp · 3,400 espectadors · Miguel Ángel Ortiz Arias · |  |

| 29 octubre 2024 | Real Jaén (5) | 0–3     | Cadis CF (2) | Jaén                                                    |  |
| 21:00           |               | Informe |              | Nuevo La Victoria · 7,469 espectadors · Saúl Ais Reig · |  |

| 29 octubre 2024 | L'Hospitalet (5) | 1–5     | Reial Saragossa (2) | L'Hospitalet de Llobregat                                               |  |
| 21:00           |                  | Informe |                     | Municipal de L'Hospitalet · 6,740 espectadors · Andrés Fuentes Molina · |  |

| 30 octubre 2024 | CE Europa (4)                | 2–1     | Albacete Balompié (2) | Barcelona                                                |  |
| 18:30           | - Neeskens 7' - Pimentel 68' | Informe | - Morcillo 82'        | Nou Sardenya · 3,724 espectadors · Salvador Lax Franco · |  |

| 30 octubre 2024 | Las Rozas (5) | 0–3     | Sevilla FC (1)                           | Las Rozas                                                |  |
| 19:00           |               | Informe | - Méndez 40' (o.g.) - Iheanacho 61', 79' | Navalcarbón · 968 espectadors · Pablo González Fuertes · |  |

| 30 octubre 2024 | Ciudad de Lucena (5) | 1–2     | CD Leganés (1)         | Lucena                                                         |  |
| 19:00           | - Agudo 45+1'        | Informe | - Munir 42' - Cruz 52' | Ciudad de Lucena · 2,600 espectadors · Javier Alberola Rojas · |  |

| 30 octubre 2024 | UE Olot (4)    | 1–1             | Córdoba CF (2)     | Olot                                                   |  |
| 19:00           | - Peñalver 76' | Informe         | - Soonsup-Bell 26' | Municipal · 3,000 espectadors · Álvaro Moreno Aragón · |  |
|                 |                | Tanda de penals |                    |                                                        |  |
|                 |                | 4–3             |                    |                                                        |  |

| 30 octubre 2024 | Ibiza Islas Pitiusas (4) | 1–2     | Gimnàstic (3)            | Eivissa                                                               |  |
| 19:00           | - Bengoetxea 88'         | Informe | - Sanz 10' - Jiménez 23' | Sánchez y Vivancos · 500 espectadors · Jerónimo Montes García-Navas · |  |

| 30 octubre 2024 | SD Beasain (5) | 0–1     | FC Cartagena (2) | Beasain                                              |  |
| 19:30           |                | Informe | - Muñoz 90'      | Loinaz · 1,000 espectadors · Miguel Sesma Espinosa · |  |

| 30 octubre 2024 | Móstoles URJC (4)        | 2–5     | Burgos CF (2)                                                     | Móstoles                                                      |  |
| 19:30           | - García 25' - López 70' | Informe | - González 32' - Arroyo 34' - Sancris 50' - Niño 51' - Miguel 66' | Estadi El Soto · 2,000 espectadors · Sergiu Claudiu Muresan · |  |

| 30 octubre 2024 | Bergantiños (4) | 1–2     | Marbella FC (3)       | Carballo                                                |  |
| 19:30           | - Ouhdadi 64'   | Informe | - Dorian Jr. 16', 23' | As Eiroas · 500 espectadors · Francisco García Riesgo · |  |

| 30 octubre 2024 | UP Langreo (4)     | 1–2     | Oriola CF (4)              | Langreo                                                |  |
| 19:30           | - Silva 73' (pen.) | Informe | - Chuli 87' - Miranda 111' | Ganzábal · 1,000 espectadors · Alberto Aranda Bujedo · |  |

| 30 octubre 2024 | Cortes (5) | 0–2     | Granada CF (2)                    | Tudela                                                        |  |
| 20:00           |            | Informe | - Weissman 31' - Salas 67' (o.g.) | Ciudad de Tudela · 2,000 espectadors · Eder Mallo Fernández · |  |

| 30 octubre 2024 | UE Sant Andreu (4)        | 2–1     | CD Mirandés (2)          | Barcelona                                                |  |
| 20:00           | - Lucas 14' - Paredes 66' | Informe | - Homenchenko 25' (pen.) | Narcís Sala · 5,139 espectadors · Rafael Sánchez López · |  |

| 30 octubre 2024 | Badalona Futur (4) | 0–2     | SD Huesca (2)                       | Premià de Dalt                                                           |  |
| 20:00           |                    | Informe | - Unzueta 23' (pen.) - Bejarano 64' | Estadi Municipal · 1,000 espectadors · José Antonio Sánchez Villalobos · |  |

| 30 octubre 2024 | UD Logroñés (4) | 1–0     | SD Eibar (2) | Logronyo                                                            |  |
| 20:00           | - Arnau 108'    | Informe |              | Estadi Las Gaunas · 3,422 espectadors · Oliver De La Fuente Ramos · |  |

| 30 octubre 2024 | CD Numancia (4) | 0–1     | Sporting de Gijón (2) | Sòria                                                             |  |
| 20:00           |                 | Informe | - Oyón 61'            | Los Pajaritos · 3,303 espectadors · Dámaso Arcediano Monescillo · |  |

| 30 octubre 2024 | Utebo FC (4) | 0–4     | Unionistas (3)                         | Utebo                                                |  |
| 20:00           |              | Informe | - Rabadán 12', 15', 41' - Martínez 45' | Santa Ana · 300 espectadors · Gerard Brull Acerete · |  |

| 30 octubre 2024 | CD Laredo (4) | 0–6     | Yeclano (3)                                                                | Laredo                                                                    |  |
| 20:00           |               | Informe | - de Pedro 2' - Relu 27', 62' - Naranjo 38' - Senestrari 83' - Sanchís 86' | Campo de Fútbol San Lorenzo · 1,500 espectadors · Aimar Velasco Arbaiza · |  |

| 30 octubre 2024 | Juventud Torremolinos (4) | 1–2     | Zamora CF (3)                   | Torremolinos                                              |  |
| 20:00           | - Altube 40' (o.g.)       | Informe | - Campabadal 45+1' - Lucero 84' | El Pozuelo · 1,500 espectadors · Alejandro Ojaos Valera · |  |

| 30 octubre 2024 | Escobedo (4) | 0–0             | SD Ponferradina (3) | Muriedas                                                 |  |
| 20:00           |              | Informe         |                     | La Maruca · 1,700 espectadors · Millan Bárcenas Torres · |  |
|                 |              | Tanda de penals |                     |                                                          |  |
|                 |              | 4–5             |                     |                                                          |  |

| 30 octubre 2024 | Lleida (4)    | 1–3     | Barakaldo CF (3)                  | Lleida                                                     |  |
| 20:00           | - Cortijo 69' | Informe | - Revilla 38' - Santiago 65', 82' | Camp d'Esports · 1,300 espectadors · Armando Ramo Andrés · |  |

| 30 octubre 2024 | Salamanca (4)  | 1–0     | AD Alcorcón (3) | Salamanca                                                            |  |
| 20:00           | - Caramelo 81' | Informe |                 | Estadi Helmántico · 4,200 espectadors · Javier Figueiredo Comesaña · |  |

| 30 octubre 2024 | Atlético Paso (4) | 0–1     | CE Eldenc (2)       | El Paso                                                   |  |
| 20:30 WET       |                   | Informe | - Ropero 43' (pen.) | Municipal · 827 espectadors · Daniel Palencia Caballero · |  |

| 30 octubre 2024 | CD Coria (4) | 0–3     | Elx CF (2)                              | Còria                                                             |  |
| 20:30           |              | Informe | - Gaspar 15' - Mourad 26' - Álvarez 82' | Estadio La Isla · 1,400 espectadors · José Luis Guzmán Mansilla · |  |

| 30 octubre 2024 | CP Cacereño (4)                   | 2–1     | Gimnástica Segoviana (3) | Càceres                                                                     |  |
| 20:30           | - Pérez 8' - Martínez 103' (pen.) | Informe | - Manu 84'               | Príncipe Felipe · 2,532 espectadors · Francisco Javier Expósito Jaramillo · |  |

| 30 octubre 2024 | UB Conquense (4) | 1–0     | UE Eivissa (3) | Conca                                                      |  |
| 20:30           | - Caballero 68'  | Informe |                | La Fuensanta · 3,000 espectadors · Fernando Bueno Prieto · |  |

| 30 octubre 2024 | UD San Pedro (6) | 1–5     | Celta de Vigo (1)                                        | San Pedro de Alcántara                                           |  |
| 21:00           | - Carmona 15'    | Informe | - Alfon 4' - Durán 18' - Allende 41' - Douvikas 61', 83' | Antonio Naranjo · 5,000 espectadors · Juan Luis Pulido Santana · |  |

| 30 octubre 2024 | Extremadura (5) | 0–4     | Girona FC (1)                               | Almendralejo                                                                  |  |
| 21:00           |                 | Informe | - Gil 12' - Miovski 58', 62' - Martínez 76' | Estadi Francisco de la Hera · 6,865 espectadors · José Luis Munuera Montero · |  |

| 30 octubre 2024 | SS Reyes (4) | 1–2     | UD Almería (2)     | San Sebastián de los Reyes                                        |  |
| 21:00           | - Tito 22'   | Informe | - Puigmal 39', 42' | Nuevo Matapiñonera · 1,400 espectadors · Iosu Galech Apezteguía · |  |

| 30 octubre 2024 | Águilas FC (4) | 0–1     | CE Castelló (2) | Águilas                                                        |  |
| 21:00           |                | Informe | - Seuntjens 73' | El Rubial · 2,000 espectadors · Manuel Ángel Pérez Hernández · |  |

| 31 octubre 2024 | Vic (6) | 0–2     | Atlètic de Madrid (1)     | Vic                                                                      |  |
| 19:00           |         | Informe | - Alvarez 81' (pen.), 89' | Estadi Hipòlit Planàs · 6,300 espectadors · Guillermo Cuadra Fernández · |  |

| 31 octubre 2024 | San Tirso (6) | 0–4     | RCD Espanyol (1)                      | A Coruña                                           |  |
| 19:00           |               | Informe | - Véliz 54', 86', 90+1' - Cardona 85' | Riazor · 3,041 espectadors · Adrián Cordero Vega · |  |

| 31 octubre 2024 | UD Barbastro (4)                             | 4–0     | SD Amorebieta (3) | Barbastre                                                          |  |
| 19:00           | - de Mesa 55', 74' - Barrera 62', 69' (pen.) | Informe |                   | Municipal de Deportes · 800 espectadors · Gonzalo Romero Freixas · |  |

| 31 octubre 2024            | Ávila (4)                  | 0–0             | Reial Oviedo (2)              | Àvila                                                                  |                               |
| 20:00                      |                            | Informe         |                               | Estadi Adolfo Suárez · 3,000 espectadors · Manuel Jesús Orellana Cid · |                               |
|                            |                            | Tanda de penals |                               |                                                                        |                               |
| * Martín - Carrión - Rivas | * Martín - Carrión - Rivas | 3–0             | * Colombatto - Lemos - Moyano | * Colombatto - Lemos - Moyano                                          | * Colombatto - Lemos - Moyano |

| 31 octubre 2024 | CD Tudelano (4) | 0–5     | Minera (4)                                                           | Tudela                                                         |  |
| 20:00           |                 | Informe | - Pujante 12' - Britos 31' - Vera 57' - Perdomo 83' - Martínez 90+1' | Ciudad de Tudela · 4,000 espectadors · Adrián Calvo Martínez · |  |

| 31 octubre 2024 | CD Don Benito (4) | 1–2     | FC Andorra (3)            | Don Benito                                                 |  |
| 20:30           | - Tapia 16'       | Informe | - Dione 7' - Clemente 78' | Vicente Sanz · 1,600 espectadors · Gonzalo González Páez · |  |

| 31 octubre 2024 | Gévora (6)            | 1–6     | Reial Betis (1)                                                            | Almendralejo                                                                    |  |
| 21:00           | - Juanma 90+1' (pen.) | Informe | - Altimira 6' - Diao 26' - Bakambu 28' - Juanmi 68' - Vitor Roque 79', 87' | Estadi Francisco de la Hera · 8,724 espectadors · José María Sánchez Martínez · |  |

| 31 octubre 2024 | Ontiñena (6) | 0–7     | UD Las Palmas (1)                                                 | Montsó                                                        |  |
| 21:00           |              | Informe | - Mata 19', 68', 85', 88' - Cardona 74' - Herzog 77' - Fuster 90' | Isidro Calderón · 1,900 espectadors · Víctor García Verdura · |  |

| 31 octubre 2024 | CD Cuarte (5)  | 1–3     | Racing de Ferrol (2)                                   | Cuarte de Huerva                                                 |  |
| 21:00           | - Solbes 90+2' | Informe | - Vallejo 8' (pen.) - Jauregi 32' - Giménez 63' (pen.) | Nuevo Municipal · 600 espectadors · Jon Ander González Esteban · |  |

| 31 octubre 2024 | CD Estepona FS (4) | 3–2     | Màlaga CF (2) | La Línea                                             |  |
| 21:00           |                    | Informe |               | Municipal · 3,000 espectadors · Germán Cid Camacho · |  |

| 31 octubre 2024 | Alfaro (4) | 0–2     | CD Tenerife (2) | Alfaro                                               |  |
| 21:00           |            | Informe |                 | La Molineta · 800 espectadors · Carlos Muñiz Muñoz · |  |

| 31 octubre 2024 | UD Llanera (4) | 0–2     | Cultural Leonesa (3) | Pola de Siero                                         |  |
| 21:00           |                | Informe |                      | El Bayu · 1,700 espectadors · Álvaro Juncal Moreira · |  |

| 5 novembre 2024 | Chiclana (6) | 0–5     | CA Osasuna (1)                                                 | Chiclana de la Frontera                                                  |  |
| 19:00           |              | Informe | - García 50', 80' - Benito 54' (pen.) - Arnaiz 71' - Gómez 77' | Estadio Municipal · 5,000 espectadors · Francisco José Hernández Maeso · |  |

| 6 novembre 2024 | Xerez CD (4) | 0–1     | AD Ceuta (3) | Jerez de la Frontera                                              |  |
| 19:00           |              | Informe |              | Municipal de Chapín · 4,023 espectadors · Daniel Miranda Bolaño · |  |

| 14 novembre 2024 | SD Ejea (4)     | 1–0     | Hèrcules CF (3) | Eixea                                              |  |
| 18:00            | - Puertolas 70' | Informe |                 | Luchán · 1,600 espectadors · Gorka Etayo Herrera · |  |

| 19 novembre 2024 | Pontevedra CF (4)                                        | 4–1     | Llevant UE (2) | Pontevedra                                           |  |
| 20:00            | - Litri 24' - Fontán 57' - Castellano 90+1' - Pino 90+6' | Informe | - Morales 72'  | Pasarón · 3,837 espectadors · Miguel González Díaz · |  |

| 21 novembre 2024 | Jove Español (5) | 0–5     | Reial Societat (1)                                               | Alacant                                                             |  |
| 21:00            |                  | Informe | - Barrenetxea 12', 15' - Gómez 38' - Magunazelaia 44' - Goti 78' | José Rico Pérez · 6,000 espectadors · Alejandro Quintero González · |  |

| 26 novembre 2024 | CP Parla Escuela (6) | 0–1     | València CF (1) | Parla                                                   |  |
| 19:00            |                      | Informe | - Pepelu 20'    | Las Américas · 4,300 espectadors · Mario Melero López · |  |

| 26 novembre 2024 | Manises (6) | 0–3     | Getafe CF (1)                   | Manises                                            |  |
| 19:00            |             | Informe | - Yıldırım 32', 45' - Peter 42' | Municipal · 4,000 espectadors · César Soto Grado · |  |

Notes
1. ↑  El Villamuriel no va jugar el partit al seu estadi principal, el Municipal Rafael Vázquez Sedano, Villamuriel de Cerrato, ja que no complia els requisits de retransmissió.[8]
2. ↑  El Lanzarote no va jugar el partit al seu estadi principal, la Ciutat Esportiva, Arrecife, ja que no complia els requisits de retransmissió..[9]
3. ↑  El Cortes no va jugar el partit al seu estadi principal, el San Francisco Javier, Cortes, ja que no complia els requisits de retransmissió.[10]
4. ↑  L'Escobedo no va jugar el partit al seu estadi principal, l'Eusebio Arce, Escobedo, ja que no complia els requisits de retransmissió.[11]
5. ↑  El San Tirso no va jugar el partit al seu estadi principal, O Monte, Abegondo, ja que no complia els requisits de retransmissió.[12]
6. ↑  El Gévora no va jugar el partit al seu estadi principal, el Municipal de Gévora, Gévora, ja que no complia els requisits de retransmissió.[13]
7. ↑  L'Ontiñena no va jugar el partit al seu estadi principal, El Balsal, Ontiñena, ja que no complia els requisits de retransmissió.[14]
8. ↑  L'Estepona no va jugar el partit al seu estadi principal, el Municipal Francisco Muñoz Pérez, Estepona, ja que no complia els requisits de retransmissió.[15]
9. ↑  El Llanera no va jugar el partit al seu estadi principal, el Pepe Quimarán, Llanera, ja que no complia els requisits de retransmissió.[16]
10. ↑  El Jove Español no va jugar el partit al seu estadi principal, la Ciutat Esportiva, San Vicent del Raspeig, ja que no complia els requisits de retransmissió.[17]

## Segona ronda
La segona ronda va ser jugada per 56 equips, i els quatre participants de la Supercopa 2025 es van acomiadar. El campió de la Primera RFEF, Deportivo de La Corunya, va participar en aquesta ronda.
Catorze equips de Segona Federació van ser emparellats amb catorze equips de la Lliga. Dos equips de Primera Federació van ser emparellats amb els dos equips restants de la Lliga. Nou equips de Primera Federació van ser emparellats amb nou equips de Segona Divisió. Els sis equips restants de Segona Divisió estaven emparellats entre ells.
Es van jugar un total de 28 partits entre el 3 i el 5 de desembre de 2024.

### Sorteig
El sorteig de la segona ronda es va celebrar el 27 de novembre de 2024. Els equips es van dividir en quatre pots.
| Pot 1 16 equips de La Liga | Pot 2 15 equips de Segona Divisió | Pot 3 11 equips de Primera Federació | Pot 4 14 equips de Segona Federació |
| - Atlètic de Madrid - Alavés - Celta de Vigo - RCD Espanyol - Getafe CF - Girona FC - UD Las Palmas - CD Leganés - CA Osasuna - Rayo Vallecano - Reial Betis - Reial Societat - Sevilla FC - València CF - Reial Valladolid - Vila-real CF | - UD Almería - Burgos CF - Cadis CF - FC Cartagena - CE Castelló - Deportivo de La Coruña - Elx CF - CE Eldenc - Granada CF - SD Huesca - Racing de Ferrol - Racing de Santander - Sporting de Gijón - CD Tenerife - Reial Saragossa | - FC Andorra - Barakaldo CF - AD Ceuta - Cultural Leonesa - Gimnàstic - Marbella FC - Ourense CF - SD Ponferradina - Unionistas - Yeclano - Zamora CF | - Ávila - UD Barbastro - CP Cacereño - UB Conquense - SD Ejea - CD Estepona FS - CE Europa - UD Logroñés - Minera - UE Olot - Oriola CF - Pontevedra CF - Salamanca - UE Sant Andreu |

### Partits
| 3 desembre 2024 | Ávila (4)               | 2–4     | Reial Valladolid (1)                        | Àvila                                                             |  |
| 19:00           | - Adri Carrión 49', 54' | Informe | - Latasa 15' - Marcos André 73', 111', 119' | Adolfo Suárez · 4,689 espectadors · Alejandro Quintero González · |  |

| 3 desembre 2024 | Yeclano (3) | 0–1     | Elx CF (2)  | Iecla                                                                   |  |
| 20:00           |             | Informe | - Plano 70' | La Constitución · 4,500 espectadors · José Antonio Sánchez Villalobos · |  |

| 3 desembre 2024 | UD Barbastro (4)          | 2–0     | RCD Espanyol (1) | Barbastre                                                           |  |
| 21:00           | - Barrera 55' (pen.), 81' | Informe |                  | Municipal de Deportes · 1,500 espectadors · Javier Alberola Rojas · |  |

| 3 desembre 2024 | Salamanca (4) | 0–7     | Celta de Vigo (1)                                                                            | Salamanca                                               |  |
| 21:00           |               | Informe | - Swedberg 5' - Sotelo 36' (pen.) - Durán 43' - Allende 65' - Domínguez 69' - López 78', 89' | Helmántico · 10,500 espectadors · Adrián Cordero Vega · |  |

| 3 desembre 2024                                     | Reial Saragossa (2)                                 | 2–2             | Granada CF (2)                                             | Saragossa                                                  |                                                            |
| 21:00                                               | - Ares 18', 48'                                     | Informe         | - Weissman 42' - Clemente 45' (o.g.)                       | La Romareda · 10,153 espectadors · Germán Cid Camacho ·    |                                                            |
|                                                     |                                                     | Tanda de penals |                                                            |                                                            |                                                            |
| * Serrano - Calero - Luna - Clemente - Bare - Mañas | * Serrano - Calero - Luna - Clemente - Bare - Mañas | 4–5             | * Villar - Ruiz - Weissman - Zidane - Tsitaishvili - Rubio | * Villar - Ruiz - Weissman - Zidane - Tsitaishvili - Rubio | * Villar - Ruiz - Weissman - Zidane - Tsitaishvili - Rubio |

| 3 desembre 2024 | CE Europa (4) | 1–2     | UD Las Palmas (1)   | Barcelona                                               |  |
| 21:15           | - Mahicas 55' | Informe | - McBurnie 48', 75' | Nou Sardenya · 4,018 espectadors · Mario Melero López · |  |

| 4 desembre 2024 | UE Sant Andreu (4) | 1–3     | Reial Betis (1)                             | Barcelona                                                 |  |
| 19:00           | - Serrano 36'      | Informe | - Ávila 26' - Bartra 79' - Ezzalzouli 90+6' | Narcís Sala · 6,563 espectadors · Mateo Busquets Ferrer · |  |

| 4 desembre 2024 | Unionistas (3)         | 2–3     | Rayo Vallecano (1)                   | Salamanca                                                |  |
| 19:00           | - Martin 15' - Baz 19' | Informe | - Trejo 36' - Díaz 54' - Embarba 84' | Reina Sofía · 5,914 espectadors · Alejandro Muñiz Ruiz · |  |

| 4 desembre 2024 | Gimnàstic (3) | 0–1     | SD Huesca (2) | Tarragona                                                       |  |
| 19:00           |               | Informe | - Muñoz 58'   | Nou Estadi Costa Daurada · 5,142 espectadors · Sergiu Muresan · |  |

| 4 desembre 2024 | Ourense CF (3) | 1–0     | Deportivo de La Coruña (2) | Ourense                                                   |  |
| 20:00           | - Sánchez 87'  | Informe |                            | O Couto · 5,100 espectadors · Manuel Jesús Orellana Cid · |  |

| 4 desembre 2024 | Cultural Leonesa (3) | 1–2     | UD Almería (2)               | Lleó                                                        |  |
| 20:00           | - Alba 18'           | Informe | - Melamed 3' - Baptistão 84' | Reino de León · 5,321 espectadors · Andrés Fuentes Molina · |  |

| 4 desembre 2024 | Cadis CF (2) | 0–1     | CE Eldenc (2)        | Cadis                                                         |  |
| 20:00           |              | Informe | - Chapela 82' (pen.) | Nuevo Mirandilla · 7,700 espectadors · Álvaro Moreno Aragón · |  |

| 4 desembre 2024 | Racing de Santander (2) | 1–0     | Sporting de Gijón (2) | Santander                                                       |  |
| 20:30           | - Vicente 78'           | Informe |                       | El Sardinero · 16,827 espectadors · Daniel Palencia Caballero · |  |

| 4 desembre 2024               | Zamora CF (3)                 | 0–0             | CD Tenerife (2)                         | Zamora                                                        |                                         |
| 21:00                         |                               | Informe         |                                         | Ruta de la Plata · 2,750 espectadors · Miguel González Díaz · |                                         |
|                               |                               | Tanda de penals |                                         |                                                               |                                         |
| * Ramos - Roni - Macho - Kike | * Ramos - Roni - Macho - Kike | 1–3             | * Romero - González - Manjam - Guerrero | * Romero - González - Manjam - Guerrero                       | * Romero - González - Manjam - Guerrero |

| 4 desembre 2024                                     | UD Logroñés (4)                                     | 0–0             | Girona FC (1)                                    | Logronyo                                                        |                                                  |
| 21:00                                               |                                                     | Informe         |                                                  | Las Gaunas · 7,287 espectadors · Ricardo De Burgos Bengoetxea · |                                                  |
|                                                     |                                                     | Tanda de penals |                                                  |                                                                 |                                                  |
| * Caballero - Madrazo - Agüero - Moreno - Iribarren | * Caballero - Madrazo - Agüero - Moreno - Iribarren | 4–3             | * Van de Beek - Ruiz - Danjuma - Juanpe - Stuani | * Van de Beek - Ruiz - Danjuma - Juanpe - Stuani                | * Van de Beek - Ruiz - Danjuma - Juanpe - Stuani |

| 4 desembre 2024 | Pontevedra CF (4) | 1–0     | Vila-real CF (1) | Pontevedra                                             |  |
| 21:00           | - Dalisson 87'    | Informe |                  | Pasarón · 8,192 espectadors · Pablo González Fuertes · |  |

| 4 desembre 2024                              | CD Estepona FS (4)                           | 2–2             | CD Leganés (1)                          | Estepona                                                                     |                                         |
| 21:00                                        | - Mesa 25' - Orobio 60'                      | Informe         | - Munir 47' - Hernández 87'             | Francisco Muñoz Pérez · 4,000 espectadors · Francisco José Hernández Maeso · |                                         |
|                                              |                                              | Tanda de penals |                                         |                                                                              |                                         |
| * H. Rodríguez - Dago - García - Goma - Caro | * H. Rodríguez - Dago - García - Goma - Caro | 4–5             | * Óscar - Tapia - García - Munir - Cruz | * Óscar - Tapia - García - Munir - Cruz                                      | * Óscar - Tapia - García - Munir - Cruz |

| 4 desembre 2024 | SD Ejea (4)  | 1–3     | València CF (1)                       | Eixea                                                   |  |
| 21:00           | - Palmás 71' | Informe | - Córdoba 49' - Gómez 63' - Mir 90+1' | Luchán · 3,700 espectadors · Miguel Ángel Ortiz Arias · |  |

| 5 desembre 2024 | CP Cacereño (4) | 1–3     | Atlètic de Madrid (1)                              | Càceres                                                               |  |
| 19:00           | - Merencio 30'  | Informe | - Lenglet 83' - Pérez 90+2' (o.g.) - Alvarez 90+6' | Príncipe Felipe · 9,384 espectadors · Isidro Díaz de Mera Escuderos · |  |

| 5 desembre 2024 | AD Ceuta (3)               | 2–3     | CA Osasuna (1)                                      | Ceuta                                                                |  |
| 19:00           | - Redruello 41' - Díez 69' | Informe | - Budimir 84' - García 87' - Redruello 90+3' (o.g.) | Alfonso Murube · 4,052 espectadors · Alejandro Hernández Hernández · |  |

| 5 desembre 2024                 | Oriola CF (4)                   | 0–0             | Getafe CF (1)                 | Oriola                                                      |                               |
| 19:00                           |                                 | Informe         |                               | Los Arcos · 7,000 espectadors · José Luis Munuera Montero · |                               |
|                                 |                                 | Tanda de penals |                               |                                                             |                               |
| * Isnaldo - Basterrechea - Goyo | * Isnaldo - Basterrechea - Goyo | 0–3             | * Milla - Santiago - Iglesias | * Milla - Santiago - Iglesias                               | * Milla - Santiago - Iglesias |

| 5 desembre 2024 | Barakaldo CF (3) | 1–2     | Racing de Ferrol (2)   | Barakaldo                                              |  |
| 20:00           | - Bilbao 19'     | Informe | - Bebé 26' - Nacho 86' | Lasesarre · 4,200 espectadors · Eder Mallo Fernández · |  |

| 5 desembre 2024 | FC Andorra (3) | 0–1     | FC Cartagena (2) | Andorra la Vella                                                   |  |
| 20:00           |                | Informe | - Ortuño 29'     | Estadi Nacional d'Andorra · 931 espectadors · Carlos Muñiz Muñoz · |  |

| 5 desembre 2024 | Marbella FC (3) | 1–0     | Burgos CF (2) | Marbella                                                         |  |
| 20:00           | - Álvarez 90+3' | Informe |               | Dama de Noche · 900 espectadors · Manuel Ángel Pérez Hernández · |  |

| 5 desembre 2024                                         | SD Ponferradina (3)                                     | 1–1             | CE Castelló (2)                                                 | Ponferrada                                                      |                                                                 |
| 20:00                                                   | - Costa 90+1'                                           | Informe         | - Bosilj 45+1'                                                  | El Toralín · 4,490 espectadors · Jon Ander González Esteban ·   |                                                                 |
|                                                         |                                                         | Tanda de penals |                                                                 |                                                                 |                                                                 |
| * Esquerdo - Bustos - López - Costa - Abelenda - Cortés | * Esquerdo - Bustos - López - Costa - Abelenda - Cortés | 4–3             | * Suero - Sánchez - Jiménez - Moyita - Van den Belt - Seuntjens | * Suero - Sánchez - Jiménez - Moyita - Van den Belt - Seuntjens | * Suero - Sánchez - Jiménez - Moyita - Van den Belt - Seuntjens |

| 5 desembre 2024 | UE Olot (4)   | 1–3     | Sevilla FC (1)                                    | Olot                                                         |  |
| 21:00           | - Ayala 90+1' | Informe | - Montiel 22' (pen.) - Juanlu 48' - Iheanacho 73' | Municipal · 2,321 espectadors · Guillermo Cuadra Fernández · |  |

| 5 desembre 2024 | UB Conquense (4) | 0–1     | Reial Societat (1) | Conca                                                      |  |
| 21:00           |                  | Informe | - Méndez 92'       | La Fuensanta · 6,000 espectadors · Víctor García Verdura · |  |

| 5 desembre 2024                 | Minera (4)                      | 2–2             | Alavés (1)                             | Cartagena                                                 |                                        |
| 21:00                           | - Mas 33' - Baradji 105+2'      | Informe         | - Kike 60', 108' (pen.)                | Cartagonova · 7,000 espectadors · Juan Martínez Munuera · |                                        |
|                                 |                                 | Tanda de penals |                                        |                                                           |                                        |
| * Britos - Sanchís - Vera - Mas | * Britos - Sanchís - Vera - Mas | 4–2             | * Jordán - Abde - Protesoni - Conechny | * Jordán - Abde - Protesoni - Conechny                    | * Jordán - Abde - Protesoni - Conechny |

Notes
1. ↑  El Minera no va jugar el partit al seu estadi principal, el Municipal Ángel Celdrán, Llano del Beal, ja que no complia els requisits de retransmissió.[19]

## Setzens de final

### Sorteig
El sorteig dels setzens de final es va celebrar el 9 de desembre de 2024 a la seu de la RFEF a Las Rozas. Els quatre equips participants de la Supercopa d'Espanya 2025 van ser sortejats amb els equips de la categoria més baixa. Els equips restants de les categories més baixes es van enfrontar a la resta d'equips de La Liga. Els partits es van jugar en estadis d'equips de menor rànquing.
Es van jugar un total de 16 partits entre el 3 i el 7 de gener de 2025.
| Pot 1 4 participants de la Supercopa d'Espanya de futbol 2025 | Pot 2 12 equips de La Liga | Pot 3 9 equips de laSegona Divisió                                                                                               | Pot 4 3 equips de Primera Federació          | Pot 5 4 equips de Segona Federació                    |
| - Athletic Club - FC Barcelona - RCD Mallorca - Reial Madrid  | - Atlètic de Madrid - Celta de Vigo - Getafe CF - UD Las Palmas - CD Leganés - CA Osasuna - Rayo Vallecano - Reial Betis - Reial Societat - Sevilla FC - València CF - Reial Valladolid | - UD Almería - FC Cartagena - Elx CF - CE Eldenc - Granada CF - SD Huesca - Racing de Ferrol - Racing de Santander - CD Tenerife | - Marbella FC - Ourense CF - SD Ponferradina | - UD Barbastro - UD Logroñés - Minera - Pontevedra CF |

### Partits
| 3 gener 2025 | Racing de Ferrol (2) | 1–3     | Rayo Vallecano (1)               | Ferrol                                               |  |
| 19:00        | - Giménez 90+1'      | Informe | - Espino 8' - De Frutos 32', 59' | A Malata · 6,521 espectadors · Adrián Cordero Vega · |  |

| 3 gener 2025 | Granada CF (2) | 0–1     | Getafe CF (1) | Granada                                                                         |  |
| 19:00        |                | Informe | - Mayoral 93' | Estadio Nuevo Los Cármenes · 16,616 espectadors · José María Sánchez Martínez · |  |

| 3 gener 2025 | Pontevedra CF (4)                       | 3–0     | RCD Mallorca (1) | Pontevedra                                                     |  |
| 19:00        | - Dalisson 21' - Pino 49' - Sánchez 72' | Informe |                  | Pasarón · 10,292 espectadors · Alejandro Hernández Hernández · |  |

| 4 gener 2025 | SD Huesca (2) | 0–1     | Reial Betis (1) | Osca                                                        |  |
| 15:30        |               | Informe | - Isco 38'      | El Alcoraz · 7,968 espectadors · Miguel Ángel Ortiz Arias · |  |

| 4 gener 2025 | CD Tenerife (2) | 1–2     | CA Osasuna (1)                       | Santa Cruz de Tenerife                                                   |  |
| 15:30 WET    | - José León 45' | Informe | - Herrando 7' - José León 25' (o.g.) | Heliodoro Rodríguez López · 16,602 espectadors · Juan Martínez Munuera · |  |

| 4 gener 2025 | UD Almería (2)                                    | 4–1     | Sevilla FC (1) | Almeria                                                           |  |
| 17:30        | - Milovanović 49' - Suárez 54', 78', 90+6' (pen.) | Informe | - Romero 5'    | UD Almería Stadium · 15,067 espectadors · Mateo Busquets Ferrer · |  |

| 4 gener 2025 | UD Barbastro (4) | 0–4     | FC Barcelona (1)                                | Barbastre                                                                   |  |
| 19:00        |                  | Informe | - García 21' - Lewandowski 31', 47' - Torre 56' | Municipal de Deportes · 5,500 espectadors · Isidro Díaz de Mera Escuderos · |  |

| 4 gener 2025 | Marbella FC (3) | 0–1     | Atlètic de Madrid (1) | Màlaga                                                    |  |
| 21:30        |                 | Informe | - Griezmann 16'       | La Rosaleda · 30,044 espectadors · Alejandro Muñiz Ruiz · |  |

| 4 gener 2025                                    | UD Logroñés (4)                                 | 0–0             | Athletic Club (1)                                      | Logronyo                                               |                                                        |
| 21:30                                           |                                                 | Informe         |                                                        | Las Gaunas · 15,577 espectadors · Mario Melero López · |                                                        |
|                                                 |                                                 | Tanda de penals |                                                        |                                                        |                                                        |
| * Monreal - Gualda - Sarriegi - Agüero - Moreno | * Monreal - Gualda - Sarriegi - Agüero - Moreno | 3–4             | * Vivian - Berchiche - N. Williams - Berenguer - Gómez | * Vivian - Berchiche - N. Williams - Berenguer - Gómez | * Vivian - Berchiche - N. Williams - Berenguer - Gómez |

| 5 gener 2025 | Ourense CF (3)                          | 3–2     | Reial Valladolid (1)     | Ourense                                                        |  |
| 12:00        | - Noriega 17' - Ramos 32' - Sánchez 52' | Informe | - Moro 15' - Amallah 24' | O Couto · 2,500 espectadors · Francisco José Hernández Maeso · |  |

| 5 gener 2025 | Elx CF (2)                                                    | 4–0     | UD Las Palmas (1) | Elx                                                                |  |
| 12:00        | - Mendoza 44' - Affengruber 56' - Salinas 61' - Fernández 71' | Informe |                   | Martínez Valero · 18,302 espectadors · José Luis Munuera Montero · |  |

| 5 gener 2025 | FC Cartagena (2) | 1–2     | CD Leganés (1)         | Cartagena                                                 |  |
| 15:30        | - Muñoz 17'      | Informe | - Munir 28' - Raba 51' | Cartagonova · 4,485 espectadors · Víctor García Verdura · |  |

| 5 gener 2025 | SD Ponferradina (3) | 0–2     | Reial Societat (1)           | Ponferrada                                           |  |
| 15:30        |                     | Informe | - Oyarzabal 54' - Méndez 69' | El Toralín · 8,064 espectadors · Jesús Gil Manzano · |  |

| 5 gener 2025 | Racing de Santander (2)            | 2–3     | Celta de Vigo (1)                      | Santander                                                    |  |
| 15:30        | - Martín 8' - Rodríguez 70' (o.g.) | Informe | - Alfon 20', 90+2' - Castro 86' (o.g.) | El Sardinero · 20,312 espectadors · Pablo González Fuertes · |  |

| 6 gener 2025 | Minera (4) | 0–5     | Reial Madrid (1)                                            | Cartagena                                                  |  |
| 19:00        |            | Informe | - Valverde 5' - Camavinga 13' - Güler 28', 88' - Modrić 55' | Cartagonova · 13,392 espectadors · Javier Alberola Rojas · |  |

| 7 gener 2025 | CE Eldenc (2) | 0–2     | València CF (1)        | Elda                                                                 |  |
| 21:00        |               | Informe | - Canós 9' - López 39' | Nuevo Pepico Amat · 5,032 espectadors · Guillermo Cuadra Fernández · |  |

Notes
1. ↑  El Marbella no va jugar el partit al seu estadi principal, el Dama de Noche, Marbella, ja que no complia els requisits de retransmissió.[20]
2. ↑  El Minera no va jugar el partit al seu estadi principal, el Municipal Ángel Celdrán, Llano del Beal, ja que no complia els requisits de retransmissió.[21]

## Vuitens de final

### Sorteig
El sorteig dels vuitens de final es va celebrar el 8 de gener de 2025 a la seu de la RFEF a Las Rozas. Els equips classificats es van dividir en quatre grups segons la seva divisió a la temporada 2024-25. Sempre que va ser possible, els partits es van jugar als estadis dels equips de menor rànquing; en cas contrari, el primer equip sortejat va jugar a casa.
Entre el 14 i el 16 de gener de 2025 es van jugar un total de vuit partits.
| Pot 1 12 equips de La Liga | Pot 2 2 equips de Segona Divisió | Pot 3 1 team of Primera Federació | Pot 4 1 equip de Segona Federació |
| - Athletic Club - Atlètic de Madrid - FC Barcelona - Celta de Vigo - Getafe CF - CD Leganés - CA Osasuna - Rayo Vallecano - Reial Betis - Reial Madrid - Reial Societat - València CF | - UD Almería - Elx CF            | - Ourense CF                      | - Pontevedra CF                   |

### Partits
| 14 gener 2025 | Ourense CF (3) | 0–2     | València CF (1)                  | Ourense                                                  |  |
| 21:00         |                | Informe | - Carmona 50' (o.g.) - Sadiq 78' | O Couto · 5,999 espectadors · Miguel Ángel Ortiz Arias · |  |

| 15 gener 2025 | UD Almería (2)            | 2–3     | CD Leganés (1)                                        | Almeria                                                                  |  |
| 19:30         | - Suárez 38' - Lázaro 52' | Informe | - Altimira 33' - De la Fuente 76' (pen.) - García 86' | UD Almería Stadium · 12,843 espectadors · Ricardo de Burgos Bengoetxea · |  |

| 15 gener 2025 | Pontevedra CF (4) | 0–1     | Getafe CF (1)  | Pontevedra                                                   |  |
| 19:30         |                   | Informe | - Rodríguez 2' | Pasarón · 10,497 espectadors · Alejandro Quintero González · |  |

| 15 gener 2025 | FC Barcelona (1)                                               | 5–1     | Reial Betis (1)          | Barcelona                                                                          |  |
| 21:00         | - Gavi 3' - Koundé 27' - Raphinha 58' - Torres 67' - Yamal 75' | Informe | - Vitor Roque 84' (pen.) | Estadi Olímpic Lluís Companys · 46,019 espectadors · José María Sánchez Martínez · |  |

| 15 gener 2025 | Elx CF (2) | 0–4     | Atlètic de Madrid (1)                                 | Elx                                                                 |  |
| 21:30         |            | Informe | - Sørloth 8', 29' (pen.) - Riquelme 61' - Alvarez 75' | Martínez Valero · 26,405 espectadors · Guillermo Cuadra Fernández · |  |

| 16 gener 2025 | Reial Societat (1)                             | 3–1     | Rayo Vallecano (1)   | Sant Sebastià                                                  |  |
| 19:30         | - Oyarzabal 23' - Olasagasti 45+1' - Gómez 79' | Informe | - Trejo 45+7' (pen.) | Anoeta · 27,816 espectadors · Francisco José Hernández Maeso · |  |

| 16 gener 2025 | Athletic Club (1)                   | 2–3     | CA Osasuna (1)                       | Bilbao                                                   |  |
| 19:30         | - N. Williams 45+3' - De Marcos 55' | Informe | - Oroz 40' - Budimir 44' (pen.), 70' | San Mamés · 48,230 espectadors · Mateo Busquets Ferrer · |  |

| 16 gener 2025 | Reial Madrid (1)                                                 | 5–2     | Celta de Vigo (1)                 | Madrid                                                               |  |
| 21:30         | - Mbappé 37' - Vinícius 48' - Endrick 108', 119' - Valverde 112' | Informe | - Bamba 83' - Alonso 90+1' (pen.) | Santiago Bernabéu · 64,764 espectadors · José Luis Munuera Montero · |  |

Notes

## Quarts de final

### Sorteig
El sorteig dels quarts de final es va celebrar el 20 de gener de 2025 a la seu de la RFEF a Las Rozas. Com que no quedaven equips de les divisions inferiors, els equips locals es van determinar per sort.
Es van jugar un total de quatre partits entre el 4 i el 6 de febrer de 2025.
| Pot 1 8 equips de La Liga                                                                                              |
| - Atlètic de Madrid - FC Barcelona - Getafe CF - CD Leganés - CA Osasuna - Reial Madrid - Reial Societat - València CF |

### Partits
| 4 febrer 2025 | Atlètic de Madrid (1)                                   | 5–0     | Getafe CF (1) | Madrid                                                                       |  |
| 21:30         | - Simeone 8', 17' - Lino 42' - Correa 78' - Sørloth 86' | Informe |               | Riyadh Air Metropolitano · 60,000 espectadors · Guillermo Cuadra Fernández · |  |

| 5 febrer 2025 | CD Leganés (1)         | 2–3     | Reial Madrid (1)                             | Leganés                                                 |  |
| 21:00         | - Cruz 39' (pen.), 59' | Informe | - Modrić 18' - Endrick 25' - G. García 90+3' | Butarque · 11,709 espectadors · Javier Alberola Rojas · |  |

| 6 febrer 2025 | Reial Societat (1)             | 2–0     | CA Osasuna (1) | Sant Sebastià                                           |  |
| 19:30         | - Barrenetxea 21' - Méndez 31' | Informe |                | Reale Arena · 34,658 espectadors · Mario Melero López · |  |

| 6 febrer 2025 | València CF (1) | 0–5     | FC Barcelona (1)                              | València                                                   |  |
| 21:30         |                 | Informe | - Torres 3', 17', 30' - López 23' - Yamal 59' | Mestalla · 46,806 espectadors · Miguel Ángel Ortiz Arias · |  |

## Semifinals

### Sorteig
El sorteig de les semifinals es va celebrar el 12 de febrer de 2025 a la seu de la RFEF a Las Rozas.
Els partits d'anada es van jugar els dies 25 i 26 de febrer, i els partits de tornada l'1 i 2 d'abril de 2025.
| Equips classificats 4 equips de La Liga                            |
| - Atlètic de Madrid - FC Barcelona - Reial Madrid - Reial Societat |

### Resum
| Team 1             | Agg.Tooltip Aggregate score | Team 2                | 1st leg | 2nd leg      |
| ------------------ | --------------------------- | --------------------- | ------- | ------------ |
| FC Barcelona (1)   | 5–4                         | Atlètic de Madrid (1) | 4–4     | 1–0          |
| Reial Societat (1) | 4–5                         | Reial Madrid (1)      | 0–1     | 4–4 (a.e.t.) |

### Partits
| FC Barcelona                                               | 4–4     | Atlètic de Madrid                                          |
| ---------------------------------------------------------- | ------- | ---------------------------------------------------------- |
| * Pedri 19' - Cubarsí 21' - Martínez 41' - Lewandowski 74' | Informe | * Alvarez 1' - Griezmann 6' - Llorente 84' - Sørloth 90+3' |

| Atlètic de Madrid | 0–1     | FC Barcelona |
| ----------------- | ------- | ------------ |
|                   | Informe | * Torres 27' |

El FC Barcelona va guanyar per 5–4 en el total.
| Reial Societat | 0–1     | Reial Madrid |
| -------------- | ------- | ------------ |
|                | Informe | Endrick 19'  |

| Reial Madrid                                                   | 4–4 (pr.) | Reial Societat                                              |
| -------------------------------------------------------------- | --------- | ----------------------------------------------------------- |
| * Endrick 30' - Bellingham 82' - Tchouaméni 86' - Rüdiger 115' | Informe   | * Barrenetxea 16' - Alaba 72' (o.g.) - Oyarzabal 80', 90+3' |

El Real Madrid va guanyar per 5–4 en el total.

## Final
La final la disputaren el FC Barcelona i el Reial Madrid CF com a equips vencedors de la ronda de semifinals. El partit es jugà el 26 d'abril de 2025 a l'Estadi de La Cartuja de Sevilla, i fou guanyat pel Barça a la pròrroga, per 3 a 2.
| FC Barcelona                           | 3–2 (pr.) | Reial Madrid                  |
| -------------------------------------- | --------- | ----------------------------- |
| * Pedri 28' - Torres 84' - Koundé 116' | Informe   | * Mbappé 70' - Tchouaméni 77' |

|                     |
| Catalunya           |
| Campió FC Barcelona |
| 32è títol           |

## Màxims golejadors
| Lloc | Jugador           | Club              | Gols |
| ---- | ----------------- | ----------------- | ---- |
| 1    | Ferran Torres     | FC Barcelona      | 6    |
| 2    | Julián Alvarez    | Atlètic de Madrid | 5    |
| 2    | Endrick           | Reial Madrid      | 5    |
| 4    | Ander Barrenetxea | Reial Societat    | 4    |
| 4    | Sito Barrera      | UD Barbastro      | 4    |
| 4    | Jaime Mata        | UD Las Palmas     | 4    |
| 4    | Mikel Oyarzabal   | Reial Societat    | 4    |
| 4    | Alexander Sørloth | Atlètic de Madrid | 4    |
| 4    | Luis Suárez       | UD Almería        | 4    |
| 10   | Quinze jugadors   | Quinze jugadors   | 3    |